# بيرم (روسيا)
بيرم (بالروسية: Пермь) هي إحدى مدن روسيا في الكيان الفدرالي الروسي بيرم كراي. تقع هذه المدينة الروسية في الجزء الأوروبي من روسيا، على سفح سلسلة جبال الاورال، وهي المركز الإداري والثقافي والعلمي والصناعي واللوجستي لاقليم بيرم، وميناء على نهر كاما.

## نبذة عن تاريخ المدينة
كانت الأراضي التي بنيت عليها المدينة من الاماكن المأهولة بالسكان منذ قديم الزمان حيث درست أكثر من 130 معلما اثريا (من العصر الحجري لغاية العصور الوسطى). وأول وثيقة تاريخية تتحدث عن الحياة في المركز التاريخي للمدينة تعود إلى سنة 1647
كلف الإمبراطور بطرس الأكبر عام 1720 فاسيلي تاتيشيف مدير المصانع الحكومية في منطقة الاورال بالتوجهة نحو محافظة سيبيريا والبحث عن اماكن لبناء مصانع لصهر النحاس والفضة. لقد اختار تاتيشيف مكانا لبناء مصنع صهر النحاس بالقرب من قرية يوغوشيخا الواقعة على مقربة من مصب نهر صغير في نهر كاما. والمكان غني بخامات النحاس وملائم لنقل البضائع.
في 20 نوفمبر /تشرين الثاني عام 1780 اصدرت الامبراطورة يكاتيرينا الثانية امرا باستحداث محافظة بيرم، وبناء على هذا الامر بوشر ببناء مقرات للدوائر الحكومية وانشاء الطرق. وفي عام 1878 تم افتتاح طريق سكك الحديد يربط مدينة بيرم بمدينة تشوسوفا وكان قد سبق ذلك انجاز طريق سكك الحديد التي تربط المدينة ييكاتيرينبرغ. وربطت هذه الخطوط بشبكة سكك الحديد إلى الجزء الأوروبي من روسيا. واصبحت المدينة اضخم ميناء على نهر كاما حيث كانت هناك رحلات نهرية منتظمة منذ عام 1846. في نهاية القرن 19 تطورت المدينة وظهرت فيها مؤسسات فنية وثقافية وبني مسرح الاوبرا والباليه ودار للسينما.
كانت مدينة بيرم قبل ثورة أكتوبر مركزا ثقافيا وتجاريا في منطقة الاورال وكانت أيضا محورا مهما للنقل ومكانا لنفي المعارضين السياسيين.
بلغ عدد نفوس المدينة في بداية القرن الـ 20 حوالي 100 الف نسمة اغلبهم من التجار واصحاب الحرف والعاملين في الدوائر الرسمية وكلهم من المخلصين للسلطات الحكومية، اما سكان ضواحي المدينة الذين اغلبهم من العمال والكادحين حيث نشط بينهم ممثلو الحزب الاشتراكي الروسي المعارض للحكومة. لقد شارك هؤلاء بنشاط في الاحداث الثورة الروسية 1905 .
بعد ثورة أكتوبر عام 1917 قامت في المدينة السلطة السوفيتية بتاريخ 17 ديسمبر/ كانون الأول عام 1917، ولكن في 24 ديسمبر/ كانون الأول عام 1918 تمكنت قوات ألكسندر كولتشاك من السيطرة على المدينة بعد معركة قصيرة مع اتباع السلطة السوفيتية. وعاد الجيش الأحمر وفرض سيطرته على المدينة في الأول من يونيو/ حزيران عام 1919 بعد معارك ضارية مع قوات كولتشاك. لقد ادت الحرب الأهلية الروسية إلى تدمير العديد من المؤسسات الصناعية والمباني والمنشآت التجارية وتم نقل مركز الاورال إلى مدينة ييكاتيرينبرغ (سفيردلوفسك).
ازداد عدد سكان المدينة وتوسعت كثيرا ابان العهد السوفيتي بشكل ملحوظ نتيجة بناء مؤسسات صناعية جديدة وفي عام 1938 أصبحت مركزا لمقاطعة بيرم. منذ عام 1940 ولغاية عام 1957 كانت المدينة تسمى مولوتوف على شرف الشخصية السياسية ورئيس الحكومة السوفيتية خلال الفترة 1930 – 1941 . خلال فترة الحرب الوطنية العظمى (1941 – 1945) تم تحويل المؤسسات الصناعية إلى الإنتاج الحربي لتغطية احتياجات جبهات القتال. كما نقلت إلى المدينة وضواحيها مؤسسات صناعية من الجزء الأوروبي للبلاد ومعها الاف المهاجرين بسبب الحرب.
في عام 1955 انجز بناء محطة هيدرومائية على نهر كاما لانتاج الطاقة الكهربائية.وفي عام 1958 بدأ مصنع بيرم لتكرير النفط بالإنتاج الفعلي.
تأثرت المؤسسات الصناعية وغيرها من المؤسسات الانتاجية في المدينة نتيجة تفكك الاتحاد السوفيتي كما جرى في سائر المدن الروسية الأخرى. ولكن جرت في المدينة عام 1994 انتخابات لمجلس الدوما المحلي حيث كانت سنوات التسعين من القرن الماضي مسرحا لتطور المجتمع المدني واصبحت بيرم تسمى بـ «عاصمة المجتمع المدني». وشهد النصف الأول من العقد الأول للقرن 21 توسع العمران وظهور احياء حديثة في المدينة وانشاء جسر على نهر كاما يبلغ طوله 1737 مترا.

## بيرم اليوم
إن مدينة بيرم هي المركز الاقتصادي الرئيسي للإقليم واحد المراكز الاقتصادية الضخمة في روسيا الاتحادية. ويتميز اقتصاد المدينة قبل كل شيء بتطور الصناعات الثقيلة، التي تشكل الطاقة الكهربائية ومصانع تكرير النفط والغاز وصناعة الماكينات والصناعات الكيميائية وصناعة المواد الغذائية أهم فروعها. وتنتج مؤسسات المجمع الصناعي العسكري منظومات المدفعية، ومحركات الطائرات ووحدات تسييل الغاز وماكينات ومعدات للمناجم والصناعات النفطية ووسائل الاتصالات وماكينات إنشاء الطرق وغيرها.
كما ان المدينة محور نقليات كبير، حيث لها موقع جغرافي متميز لكونها تقع في وسط البلاد على تقاطع خطوط سكك الحديد التي تربط آسيا بأوروبا (خط سكك الحديد عبر سيبيريا)، إذ تنطلق من المدينة القطارات باربعة اتجاهات إلى مختلف المدن الروسية والاجنبية. إضافة لذلك يوجد في المدينة مطار «سافينو الكبير» الدولي الذي يربطها بمختلف المدن الروسية وعواصم الدول الاجنبية وكذلك مطار باخاريفكا المحلي. وعبر نهر كاما الشريان المائي الكبير ترتبط المدينة الميناء بموانئ روسيا وموانئ الدول الأوروبية، حيث يوجد في المدينة ميناءان هما ميناء بيرم وميناء ليوفشينو اللذان يربطان المدينة بخمسة بحار هي البلطيق والأبيض والأسود وازوف وقزوين.
ان مدينة بيرم مركز علمي وتعليمي كبير، تتمركز فيه المؤسسات التعليمية ومراكز البحوث العلمية المختلفة وفيها أكثر من 10 جامعات حكومية منها جامعة مكسيم غوركي الحكومية وجامعة بيرم الحكومية للتربية وأكاديمية العلوم الطبية والأكاديمية الزراعية وغيرها إضافة لذلك هناك أكثر من 40 فرعا لجامعات حكومية مركزها في موسكو وبطرسبورغ ومدن أخرى. كما تعمل في المدينة معاهد وثانويات مهنية مختلفة إضافة إلى معاهد موسيقية وفنية وعدد كبير من المكتبات العامة.
توجد في المدينة مجموعة من المسارح الفنية منها أربعة حكومية مثل مسرح تشايكوفسكي للاوبرا والباليه الذي افتتح عام 1870 . تقام في المدينة مهرجانات دولية فنية مثل المهرجان الدولي لراقصي الباليه الشباب «ارابيسك» الذي مسرح الاوبرا يقام مرة كل سنتين وغيرها من الفعاليات. كما يعمل فيها مسرح الدمى والسيرك ودور العرض السينمائية وعدد من المتاحف واشهرها غاليري بيرم الفني الذي يحوي مجموعة المنحوتات الخشبية المشهورة عالميا، إضافة إلى لوحات أشهر رسامي روسيا ريبين وليفيتان وسافراسوف وسيروف، وغير ذلك من المؤسسات الثقافية والترفيهية. كما يوجد هناك متحف المتحجرات (باليانتولوجي) ومتحف الإقليم.
توجد في المدينة وضواحيها مصحات ومنتجعات عصرية عديدة واغلبها تقع وسط منطقة الغابات المحيطة بالمدينة وعلى ضفاف نهر كاما وروافده. تستخدم هذه المصحات املاح البوتاسيوم في علاج العديد من الامراض مثل امراض القلب والاوعية الدموية وامراض الرئة وامراض الجهاز العصبي وامراض الجهاز الهضمي والبولي - التناسلي، هذا ما يعترف به السياح الاجانب الذين حصلوا على العلاج في هذه المصحات.

## المعالم المعمارية والتاريخية للمدينة
كاتدرائية بطرس وبولس - يعود تاريخ بناء هذه الكنيسة إلى عام 1724 ، أي بعد مرور سنة على تأسيس المدينة. كان المبنى خشبيا وصغيرا. ونظرا لازدياد سكان المنطقة بوشر عام 1757 بتشييد كنيسة حجرية كبيرة بجانب الكنيسة الخشبية الصغيرة. أصبحت هذه الكاتدرائية لاكثر من قرنين مركزا دينيا كبيرا في المنطقة بكاملها.
دير صعود العذراء للراهبات – بوشر ببناء الدير عام 1875 ويقع في وسط المدينة. يتضمن مجمع الدير كاتدرائية صعود العذراء الذي تزينه ايقونات قديمة بريشة رسامين عظام امثال ميخائيل نيستيروف وسيرغي فاشكوف ونيقولاي ريريخ، وكنيسة ايقونة قازان (1905). اغلق الدير عام 1920 وأعيد افتتاحه عام 1995 كدير للراهبات أيضا.
مسجد بيرم وهو مكان صلاة للمسلمين بني عام 1902 وتعرض للدمار خلال الثورة الروسية ثم أعيد افتتاحه للصلاة عام 1990.

## الوصلات الخارجية
روسيا اليوم
مدينة بيرم كما رآها ضيف عربي
مدينة بيرم.. مركز صناعي وثقافي روسي
طقس بيرم